# Kaili Thorne
Kaili Thorne (Pembroke Pines, Florida; 19 de febrero de 1992), es una actriz y modelo estadounidense. Sus primeros años los pasó en Hawái, y su nombre se traduce como "susurro del mar" en hawaiano.

## Biografía
Kaili Vanessa Thorne nació en Florida en 1992. Ella es la única en la familia Thorne en pasar sus primeros años en Hawái. Así que, naturalmente, Kaili ama a todos los tipos de surf. Incluso su nombre, "Kaili", es una referencia a la mar. «susurro del mar». Originalmente Kaili quería ser pediatra, pero estar cerca de las artes y el teatro se convirtió en su verdadera pasión. Ella ama a los animales y es muy aficionada a su cocker spaniel, "Pyro". Incluso ama a su pájaro, un loro quaker, llamado Greenlee. Kaili es una buena lectora y le gusta leer cualquier material que va desde las revistas de moda de diversión para los más vendidos. Ella tiene toda una amplia colección de libros. Incluso lee con su hermana menor.

## Filmografía
| Año  | Título                                       | Personaje        | Notas                         |
| ---- | -------------------------------------------- | ---------------- | ----------------------------- |
| 2006 | The O.C.                                     | Olivia           | Episodio: "The Summer Bummer" |
| 2007 | Demons                                       | Toni             |                               |
| 2007 | Lincoln Heights                              | Jessie W.        | 2 episodios                   |
| 2007 | Viola: The Traveling Rooms of a Little Giant | Sister           |                               |
| 2007 | Blind Ambition                               | Water Girl       |                               |
| 2010 | Night and Day                                | Alison Hollister | Película de televisión        |
| 2010 | CSI: Miami                                   | Lindsey Peterson | Episodio: "See No Evil"       |
| 2011 | Chillerama                                   | Mayna            | Segmento: "Zom-B-Movie"       |
| 2013 | Ice Scream                                   | Amber            | (pre-producción)              |